# Ivan Miessatsev
Ivan Illarionovitch Miessatsev (Иван Илларионович Месяцев), né le 20 juin (2 juillet) 1885 dans la région d'Ekaterinodar et mort le 7 mai 1940 à Moscou, est un zoologiste soviétique qui fut l'un des fondateurs de l'océanologie soviétique et un explorateur de l'Arctique. Il était docteur ès sciences et professeur d'université.

## Carrière
Miessatsev naît au sein d'une famille de cosaques du Terek, mais il devient orphelin lorsque ses parents sont tués sous ses yeux par des bandits caucasiens. Il est élevé par un oncle. Il poursuit ses études de zoologie à l'université de Moscou, où il compte parmi les étudiants du professeur Kojevnikov (avec lequel il part en expédition en mer de Barents en 1908). Il effectue une mission d'études en France dans le bassin d'Arcachon à l'été 1910, puis à Nice. L'été suivant, il est à la station biologique de Mourmansk au bord de la mer de Barents.
Il termine ses études en 1912 et enseigne à l'université de 1912 à 1930. Dans les premières années du pouvoir soviétique, il travaille au laboratoire de zoologie maritime et fonde la première école d'océanologie. C'est à son initiative que sont prises les premières photographies aériennes des déplacements de bancs de poissons.
C'est sous sa direction qu'est construit en 1922 le Persée, premier navire soviétique servant à des expéditions scientifiques dans les mers du Nord. Il part pour son premier voyage le 19 août 1923.
De 1921 à 1927, Miessatsev dirige plusieurs expéditions dans les mers du Nord de l'URSS (dont celle du Malyiguine en Nouvelle-Zemble et les mers environnantes et les suivantes de 1923 à 1927 à bord du Persée). Il dirige jusqu'en 1933 l'Institut de recherches scientifiques polaires et d'océanographie qu'il a contribué à fonder (1921). Il devient membre du parti communiste soviétique en 1929, à la suite de quoi il dirige la chaire du darwinisme de l'Institut pédiatrique national.
Ses recherches portent d'abord sur l'écologie des poissons, des causes de leur concentration en bancs, et des moyens d'études et techniques du suivi de leurs mouvements. Il écrit plusieurs publications à ce sujet.
Il est enterré avec sa femme au cimetière de Novodiévitchi. Il laisse des souvenirs de sa vie et de ses expéditions dans son ouvrage Sous le pavillon étoilé du " Persée".

## Source
- (ru) Cet article est partiellement ou en totalité issu de l’article de Wikipédia en russe intitulé « Месяцев, Иван Илларионович » (voir la liste des auteurs).